# Santia laevifrons
Santia laevifrons is een pissebed uit de familie Santiidae. De wetenschappelijke naam van de soort is voor het eerst geldig gepubliceerd in 1962 door Robert J. Menzies.